# 日立市民運動公園野球場
日立市民運動公園野球場（ひたちしみんうんどうこうえんやきゅうじょう）は、茨城県日立市中成沢町にある野球場。

## 概要
1974年の第29回国民体育大会で軟式野球が同市にて開催されるにあたり、1972年10月に完成。同年、国体のリハーサルを兼ねた高松宮賜杯全日本軟式野球大会が高松宮を迎えて開催された。
2009年に人工芝化。2019年にスコアボードを整備した。
JABA日立市長杯選抜野球大会の主会場として使われているほか、全国高等学校野球選手権茨城大会などの学生野球にも利用されている。また2010年に社会人野球日本選手権大会の大会改革の一環として、第1ステージ（1回戦）・関東大会の会場として使われることになった（本来は2011年も同様に行う予定だったが中止となり、2012年以後は大阪ドーム（京セラドーム）1箇所だけで全日程を行うことが決まったため、当地での日本選手権開催はこの1回限りで終わりとなった。）。
ベースボール・チャレンジ・リーグ（ルートインBCリーグ）の茨城アストロプラネッツが、2020年から公式戦を開催している。
施設の老朽化やバリアフリー化など課題があり、プロ野球（NPB）を開催可能な球場にするため2026年度完成を目指して全面改修される。

## 要目
- グラウンド - 両翼94m、中堅120m　内野・外野:人工芝
- スコアボード - フルカラーLED（三菱電機製）
- スタンド - 12,000人収容（内野座席:5,000人、外野芝生席7,000人）
- 照明塔 - なし

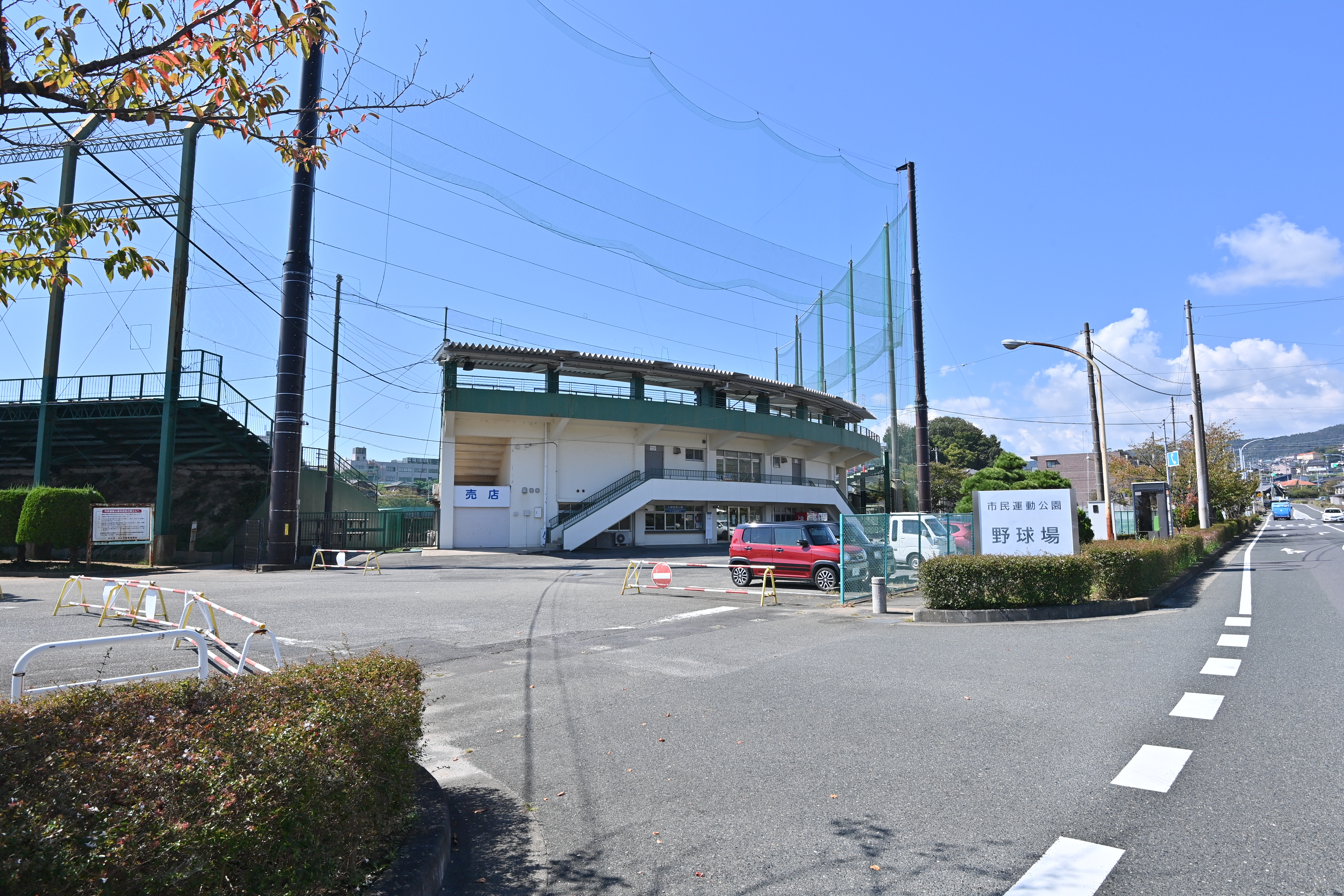
野球場入口
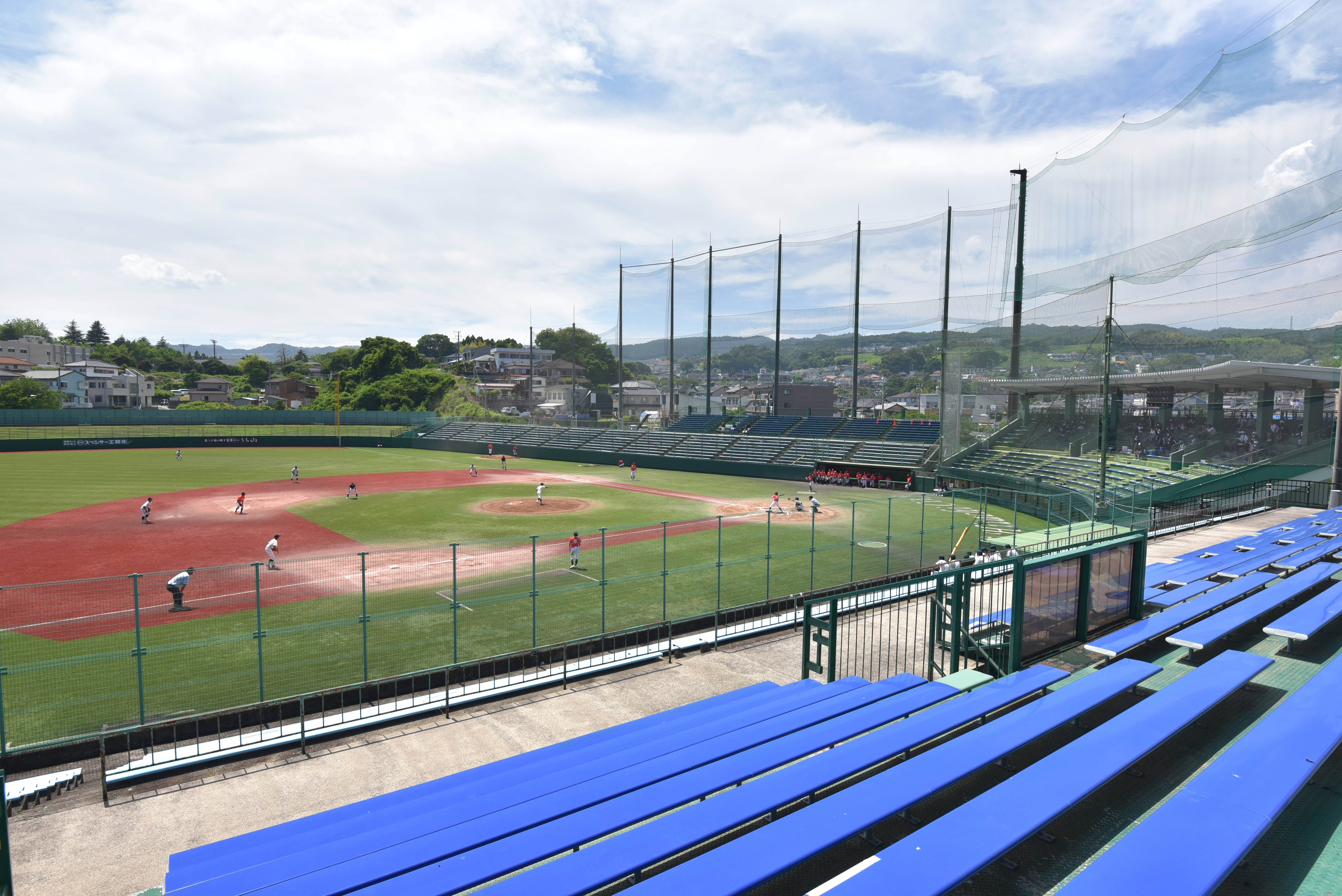
内野グラウンド
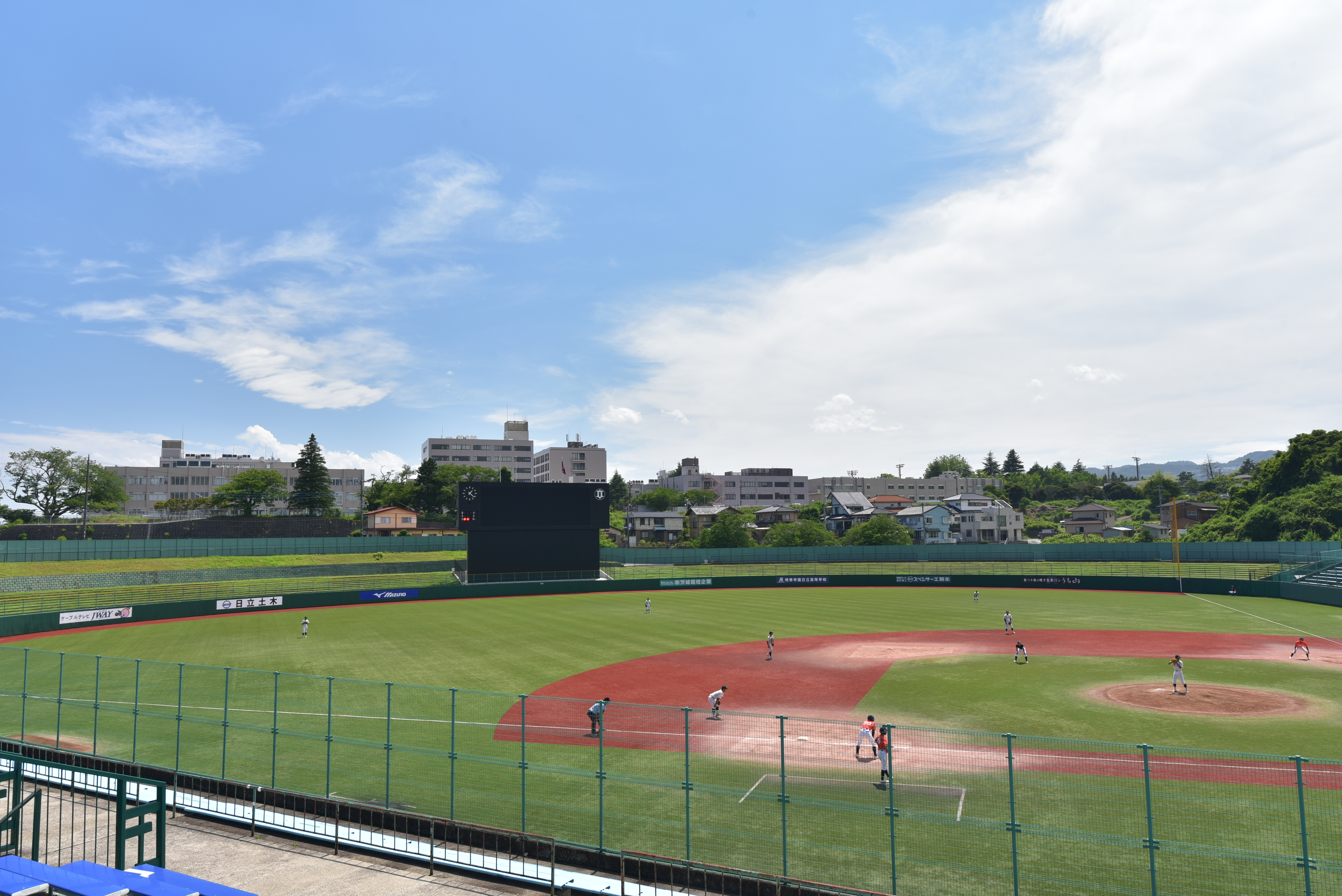
外野グラウンド
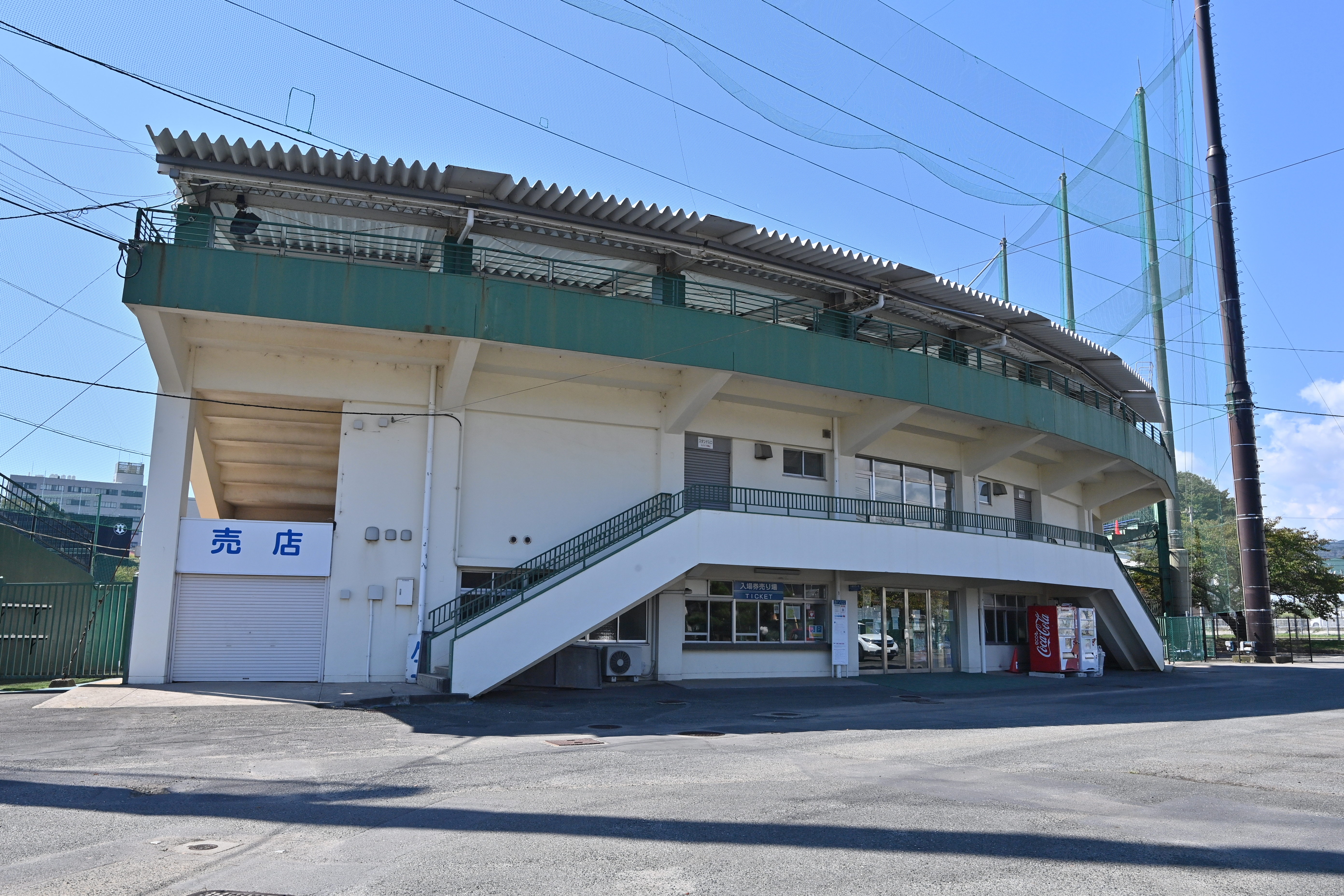
メインスタンド外観
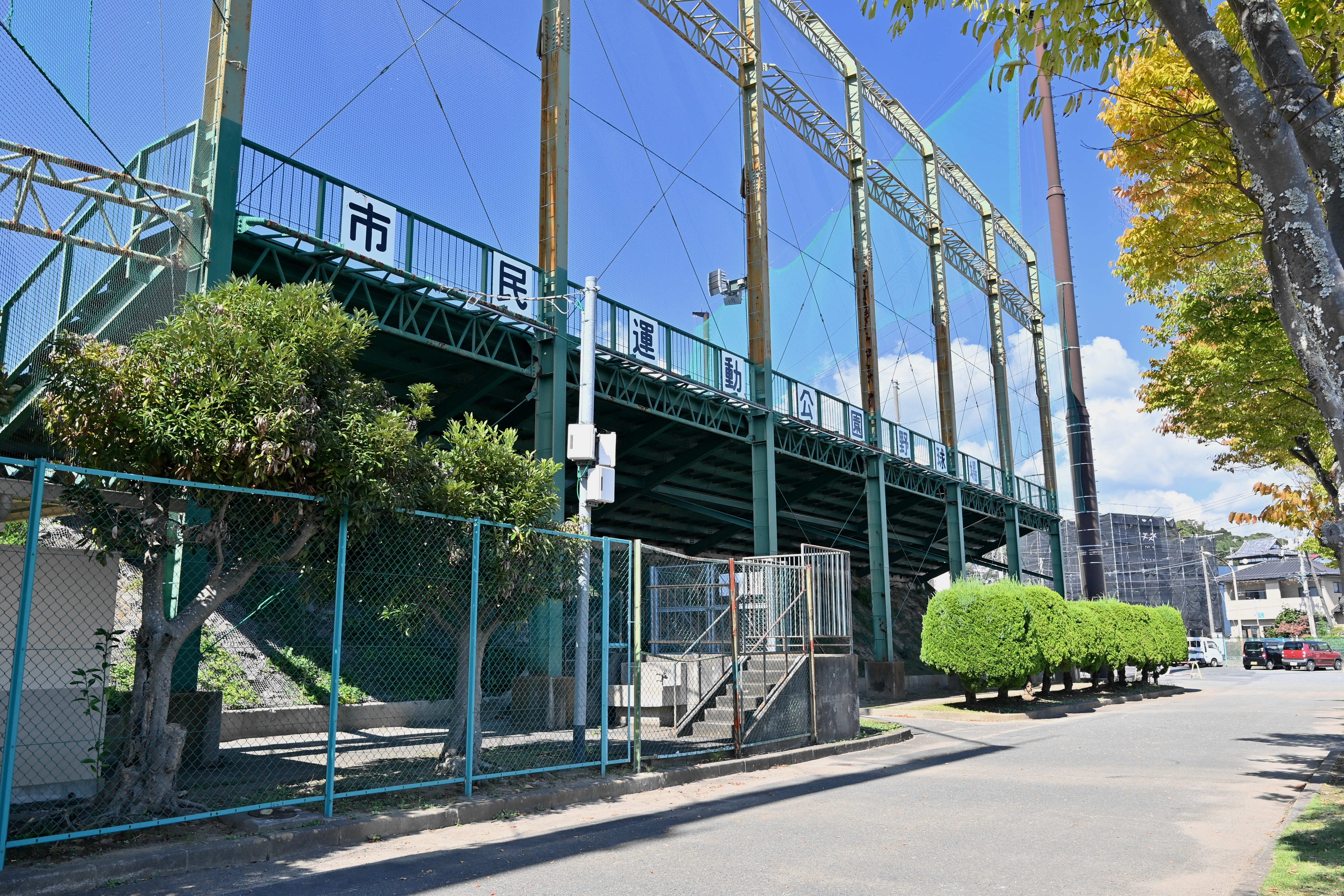
三塁側スタンド外観

## 交通
- JR常磐線・日立駅から　日立駅中央口バス停３番のりば茨城交通バス「平和台霊園」又は「多賀駅」行き、「運動公園前」下車
- JR常磐線・常陸多賀駅から　多賀駅前バス停１番のりば茨城交通バス中央線経由「日立駅」行き、「運動公園前」下車
- 常磐自動車道日立中央ICより6号線にのって南下